# Bernard Bernard
Pour les articles homonymes, voir Bernard et Bernard Bernard (lutte).
Bernard Bernard, né le 21 juillet 1821 à Mogues et mort le 28 octobre 1895 à Noirétable, est un prêtre et missionnaire catholique français. Missionnaire en Norvège, Islande et Écosse, Bernard a été le premier Préfet Apostolique de la Norvège et la Laponie.

## Biographie
Après ses études à Rome, Bernard a été ordonné prêtre à Reims par le Cardinal Thomas-Marie-Joseph Gousset. En 1856, il est arrivé en Norvège, à la Préfecture apostolique du Pôle Nord (Praefectura apostolica Poli arctici) où il succède à Paul-Marie Étienne Djunkovsky. En 1857, il a été envoyé en Islande, le premier prêtre catholique après la Réforme protestante, avec l'Islandais Ólafur Gunnlaugsson. L'année suivante, il a été rejoint par le missionnaire Jean-Baptiste Baudoin.
Pour faciliter le travail d'évangélisation, ils ont décidé de passer à Reykjavik, où en 1859 ils ont acheté une parcelle de terrain avec une ferme dans la région appelée Landakot, sur lequel a été construit après la Cathédrale-basilique du Christ-Roi de Reykjavík, consacrée en 1929.
L'activité missionnaire des deux premiers prêtres catholiques en Islande a été fortement comprimée par l'interdiction du prosélytisme, qui est restée en vigueur jusqu'en 1874.
Père Bernard a quitté l'Islande en 1862 et a été nommé préfet apostolique du Pôle Nord, et en 1869 il a été nommé Préfet apostolique de la Norvège et de la Laponie, basé à Trondheim ; pour des raisons de santé, il a quitté ses fonctions en 1887. Jean-Baptiste Fallize (en) lui succède.